# مارتن فيلنوف
مارتن فيلنوف (بالفرنسية: Martin Villeneuve) (و. 1978  م) هو كاتب، وكاتب سيناريو كندي، ولد في تروا ريفيير.

## التعليم
تعلم في جامعة كيبيك في مونتريال.

## وصلات خارجية
- مارتن فيلنوف على موقع IMDb (الإنجليزية)
- مارتن فيلنوف على موقع ألو سيني (الفرنسية)
- مارتن فيلنوف على موقع أول موفي (الإنجليزية)
- مارتن فيلنوف على موقع قاعدة بيانات الفيلم (الإنجليزية)
- مارتن فيلنوف على موقع كينوبويسك (الروسية)